# Yushania vigens
Yushania vigens är en gräsart som beskrevs av Tong Pei Yi. Yushania vigens ingår i släktet yushanior, och familjen gräs. Inga underarter finns listade i Catalogue of Life.